# TNN (Band)
TNN war ein argentinisches Dance-Projekt. Der Name ist eine Abkürzung und steht für The New Nation.

## Biografie
Die Musiker Ramón Garriga, Frank Madero und Red Gee gründeten Anfang der 1990er Jahre das Projekt TNN.
Die erste gemeinsame Single hieß La Cucamarcha, erschien 1993 und war eine neue, tanzbare Version des mexikanischen Revolutionsliedes La Cucaracha. Im Juni 1994 stieg das Lied in die deutsche Hitparade, erreichte dort Platz neun und wurde mit Gold ausgezeichnet.
Die Folgesingle AyAyAy Cielito fand deutlich weniger Beachtung und verfehlte eine Chartnotierung. Weitere Veröffentlichungen von TNN gab es nicht. Garriga und Madero waren fortan als Duo namens El Simbolo aktiv und veröffentlichten bis Anfang der 2000er Jahre diverse Singles und Alben.

## Diskografie
Singles
- 1993: La Cucamarcha
- 1994: AyAyAy Cielito